# Kathleen Fox (aviatrice)
Pour les articles homonymes, voir Kathleen Fox et Fox.
Kathleen « Kathy » Carol Fox, née le 24 décembre 1951 à Montréal au Canada, est une parachutiste et pilote canadienne, instructrice de vol, contrôleuse de la circulation aérienne et chef d'entreprise.
Présidente à 20 ans de l'Association canadienne de parachutisme sportif, elle est successivement aviatrice, instructrice, contrôleuse de la circulation aérienne pendant plus de trente ans, directrice du contrôle aérien, directrice de la sécurité et de la qualité, vice-présidente des opérations d'une société aérienne.
Elle est nommée en 2014 présidente du Bureau canadien de la sécurité des transports. En 2016, elle est intronisée au Temple de la renommée de l'aviation du Canada,.

## Biographie

### Jeunesse et formation
Kathleen Carol Fox naît le 24 décembre 1951 à Montréal, au Québec. Alors qu'elle est encore jeune, elle montre un intérêt certain pour l'aviation. Quand elle n'avait que cinq ans, elle voulait piloter des hélicoptères. Elle effectue son premier vol à l'âge de 13 ans dans un Cessna à Cartierville, au Québec. Trois ans plus tard, en 1967, un de ses oncles lui offre sa première leçon de pilotage au Calgary Flying Club.
Mais elle décide ensuite qu'il est plus important pour elle d'étudier que de prendre des cours de pilotage. En conséquence, elle poursuit ses études en mathématiques et en sciences à l'Université McGill, avant d'obtenir un baccalauréat en sciences. Elle obtient ensuite un MBA de l'université McGill.

### Parachutisme
Pendant qu'elle est encore à l'université, en 1968, elle commence à faire du parachutisme. Elle pratique le parachutisme sportif jusqu'en 1980, devenant instructrice en chef pour le McGill Skydiving Club et, à tout juste 20 ans, elle est la première femme présidente de l'Association canadienne de parachutisme sportif. Elle organise des équipes pour la compétition de 1979 en France et pour celle de 1980 en Chine,. En 1981, elle reçoit le diplôme Paul Tissandier de la FAI pour les services qu'elle a rendus au parachutisme.

### Carrière
Après avoir obtenu son diplôme de l'université, Kathleen Fox envisage une carrière militaire, mais décide de ne pas se lancer dans cette carrière lorsqu'on lui suggère qu'elle pourrait être infirmière ou diététicienne. Elle souhaiterait également devenir astronaute, mais il s'avère qu'elle n'était pas suffisamment qualifiée. Elle enseigne d'abord pendant un certain temps dans une école privée, puis elle décide en 1974 de suivre les traces de certains de ses amis qui ont intégré le ministère Transports Canada, aspirant à devenir contrôleurs aériens. Kathleen Fox se qualifie en tant que contrôleuse aérienne en 1976, mais elle choisit de suivre une formation de pilote. Elle obtient sa licence privée à Sept-Îles, au Québec. Après un passage à la tour de contrôle de St-Hubert, elle décide de développer plutôt sa carrière de pilote.
Elle obtient ensuite ses licences de pilote de ligne et de pilote de transport aérien. Elle obtient également ses qualifications de pilotage aux instruments et d'instructrice de pilotage. Elle s'associe ensuite à deux autres pilotes et à un mécanicien pour fonder les Entreprises Dynamiques près de St-Jean-sur-Richelieu, en créant une école de pilotage, une installation d'affrètement et un centre de maintenance. En parallèle, elle continue d'acquérir de l'expérience en contrôle de la circulation aérienne à Dorval et au Centre de contrôle régional de Montréal.
Après avoir obtenu une maîtrise en administration des affaires de l'Université McGill en 1986, Fox est directrice par intérim du contrôle du trafic aérien à St-Hubert en 1987. En 1989, Transports Canada l'affecte à un poste de direction à Ottawa. Pendant son séjour à Ottawa, en 1993, elle est instructrice de vol et examinatrice au Rockcliffe Flying Club d'Ottawa.
En 1996, Kathleen Fox rejoint Nav Canada comme directrice de la sécurité et de la qualité. Elle devient ensuite la vice-présidente des opérations. Elle prend sa retraite en 2007, et elle est immédiatement invitée à faire partie du Bureau de la sécurité des transports du Canada (BST), dont elle devient plus tard la présidente du conseil, en 2014. En août 2018, elle est reconduite comme présidente du BST pour cinq années supplémentaires.

## Prix
En plus de son prix du Temple de la renommée du Canada 2016, Kathy Fox reçoit le prix de la sécurité aérienne de Transports Canada en 1999, et elle est intronisée au Temple de la renommée de l'air et de l'espace du Québec en 2004. Elle reçoit également le Elsie MacGill Northern Lights Award en 2010 et le David Charles Abramson Memorial Flight Instructor Safety Award en 2011. En 2018, elle est intronisée au Temple de la renommée des femmes dans l'aviation.

## Sources
- (en) Cet article est partiellement ou en totalité issu de l’article de Wikipédia en anglais intitulé « Kathleen Fox (aviator) » (voir la liste des auteurs).